# Station Praha-Holešovice
Station Praha-Holešovice (Nádraží Praha-Holešovice) is naast het hoofdstation het belangrijkste spoorwegstation van de Tsjechische hoofdstad Praag. Onderdeel van het station is het metrostation Nádraží Holešovice aan de Praagse metrolijn C.
Het station bevindt zich in de wijk Holešovice, ongeveer drie kilometer ten noorden van het hoofdstation. Het station wordt onder andere aangedaan door internationale treinen op de lijn van Berlijn via Dresden naar Praag en verder naar Brno en Wenen.